# Obélisque de São Paulo

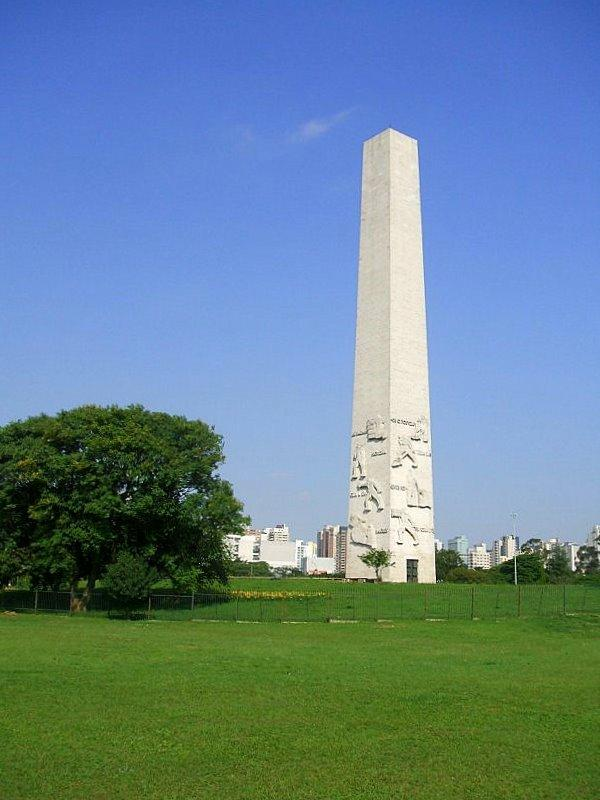
Obélisque de São Paulo.

L’Obélisque de São Paulo est un obélisque situé dans le parc d'Ibirapuera à São Paulo au Brésil.
Avec 72 mètres de hauteur, il s'agit du plus grand monument de la ville. Il symbolise la révolution constitutionnaliste de 1932 et a été créé par Galileo Ugo Emendabili.

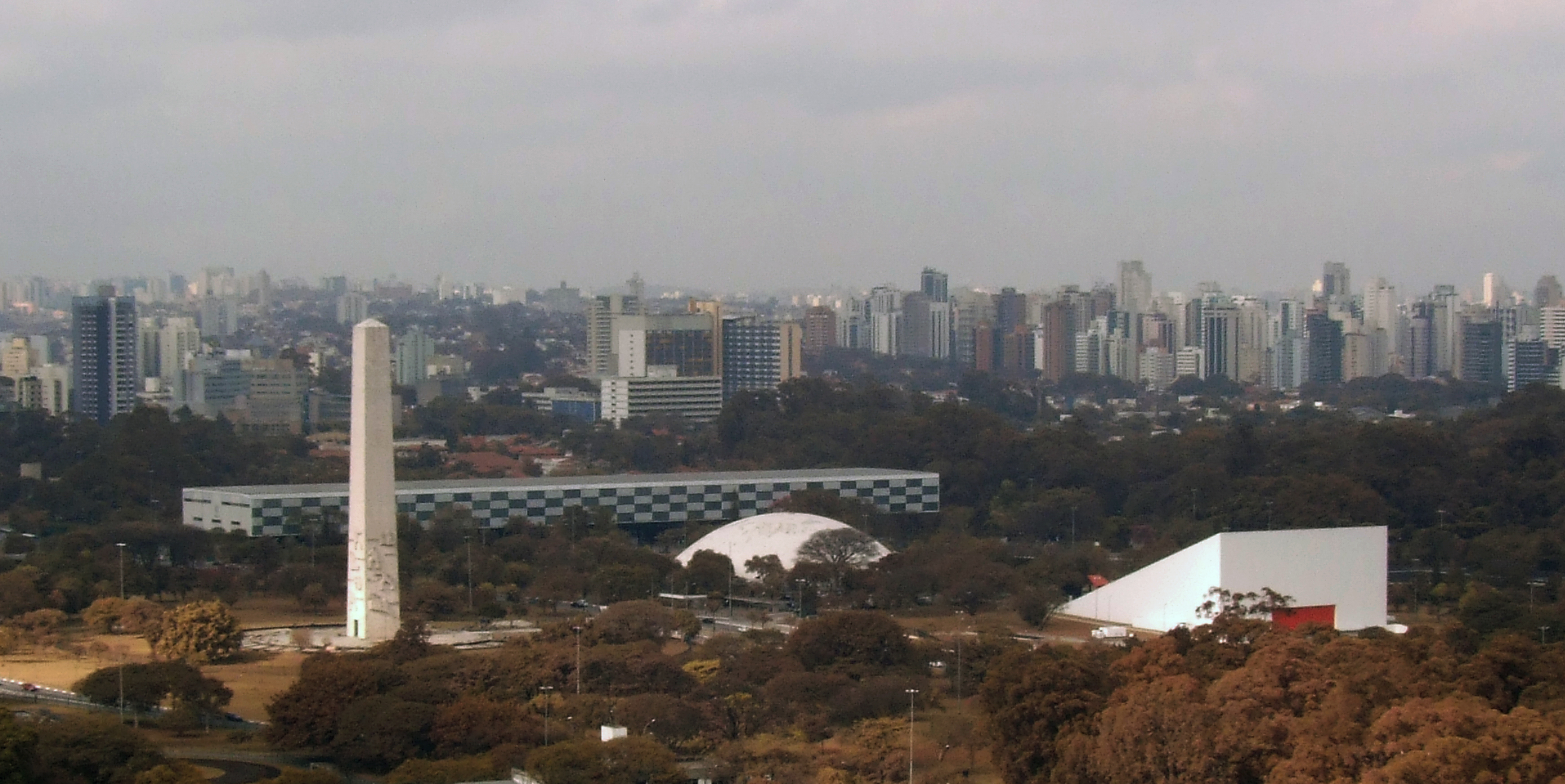
Obélisque de São Paulo